# Freia
Freia (em norueguês:  Frøya, em nórdico antigo: Freyja) é uma das deusas mais antigas da mitologia nórdica. Foram preservados numerosos relatos descrevendo e envolvendo-a, visto que as fontes mais bem documentadas desta tradição religiosa foram transmitidas ou alteradas por historiadores cristãos medievais e, em muitos casos, escritas até um século e meio mais tarde. Ela é associada ao amor, fertilidade, beleza, riqueza, magia, guerra e morte.
É também cultuada em religiões neopagãs, como a Ásatrú.

## Etimologia
Frey, Freya, Freia derivam de palavras germânicas cujo significado são "senhor" e "senhora" (em nórdico antigo: Freyja, também grafado Freya, Freja, Freyia, e Frøya) é a deusa mãe da dinastia de Vanir na mitologia nórdica.
Filha de Njord, o deus do mar e um mítico rei da Suécia, e Skadi, a deusa do gelo, também irmã de Frey, e é associada ao amor, beleza, sexualidade, sensualidade, fertilidade, atração, luxúria, ouro, guerra, morte, música e às flores.

## Origens

### Edda Poética

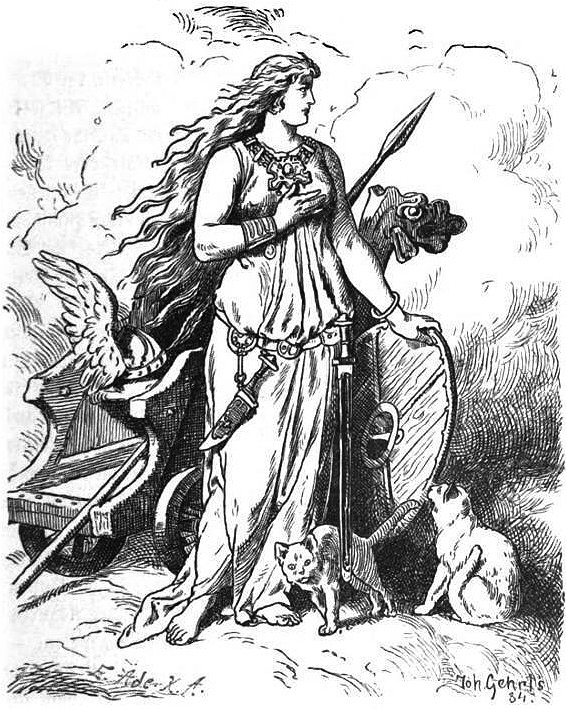
Freia, por Johannes Gehrts, 1901

Völuspá é o primeiro e um dos principais poemas da Edda poética. No poema Völva nos dá muita informação sobre os eventos futuros e passados ao deus Odin, Freia é citada brevemente no poema, sendo mencionada quando os deuses se reúnem para romper o acordo com o construtor das muralhas de Asgard. A deusa é citada ainda nesta composição como a noiva de Óðr.
É também a deusa da magia, da adivinhação, da riqueza (as suas lágrimas transformavam-se em ouro), da sabedoria e líder das valquírias (condutoras das almas dos mortos em combate).
As eddas mencionam que recebia metade das almas mortas em combate em seu palácio chamado Fólkvangr, enquanto que Odin recebia a outra metade em Valhala.
A origem do Seiðr e seu aprendizado pelos ases (Aesir) se atribuía a Freia.
De carácter arrebatador, teve vários deuses como amantes e é representada como uma mulher atraente e voluptuosa, de olhos claros, baixa estatura, sardas, trazendo consigo um colar mágico, emblema da deusa da terra, chamado Brisingamen.

## Mitologia

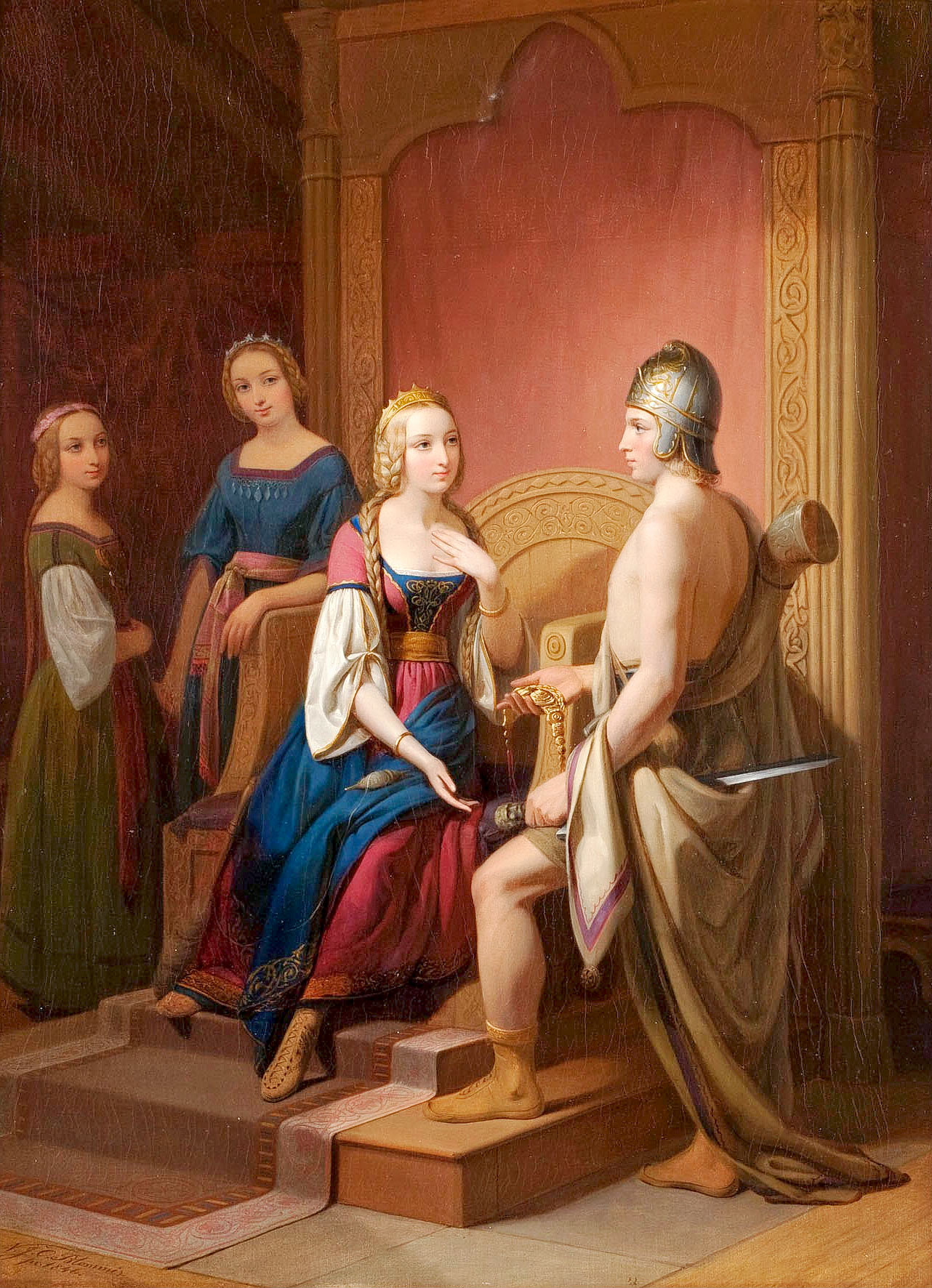
Heimdall retorna o colar de Freia, por Nils Blommér, Malmö konstmuseum

Diz a lenda que ela estava sempre procurando, no céu e na terra, por Óðr, seu marido perdido, enquanto derramava lágrimas que se transformavam em ouro na terra e âmbar no mar.
Na tradição germânica, Freia e dois outros Vanirs (deuses da natureza) se mudaram para Asgard para viver com os Aesir (deuses de guerra) como símbolo da amizade criada depois de uma guerra.
Usava o colar de Brisingamen, supostamente feito de ouro, o colar representava o Sol e o ciclo do dia e noite, de acordo com as notas de Saxão Gramático o colar estava entre os objetos dados aos deuses por Alberich. Em uma parte do poema Húsdrápa, na Edda em prosa (Skaldskaparmal) é relatado o roubo do colar por parte de Loki, colar este que era considerado um tesouro de grande valor e beleza, quando Freia deu-se conta, do desaparecimento de seu colar solicitou  a ajuda de Heimdall.
Depois de uma longa batalha, Heimdall vence Loki, retornando vencedor e devolvendo o colar a deusa. É um relato importante já que marca um o ódio mútuo que ao futuro, os destinará a combater-se e derrotar um ao outro no final do Ragnarök.
Este mito supracitado se dá no mar e talvez esteja relacionado com a origem de um dos nomes de Freia (Freia, Freja, Froya, etc.)  neste caso "Mardoll" o "brilho do mar" sendo o brilho aqui o do colar roubado por Loki (Brisingamen)  já que brisinga que significa brilhante, cintilante, flamejante.
No próprio nome de Heimdall, a palavra dallr (luz) e é o masculino de döll e "heim" terra. Esta é talvez uma das histórias que se perderam  na busca de Freia por seu esposo.
Freia frequentemente conduzia um carro de guerra, puxado por um par de Linces.
No Gilfaginning há relatos que conduziu este carro até o funeral de Balder.
Os felinos são sagrados para Freia, assim como os corvos e os lobos para Odin.
Freia compartilhava os mortos de guerra com Odin. Metade dos homens e todas as mulheres mortas em batalha iriam para seu salão, Fólkvangr.